# Sojusz Demokratyczny (Portugalia)
Sojusz Demokratyczny (port. Aliança Democrática, AD) – koalicja pomiędzy portugalskimi partiami politycznymi: Partią Socjaldemokratyczną, Demokratycznym Centrum Socjalnym i Ludową Partią Monarchistyczną. 
Koalicja powstała w 1979 roku, w celu wystartowania w wyborach parlamentarnych, które odbyły się tego samego roku. Jej liderem zostali Francisco Sá Carneiro i Freitas do Amaral. AD zwyciężyła w wyborach parlamentarnych w 1979 i 1980 roku, ale jej kandydat w wyborach prezydenckich 1980 roku poniósł porażkę.
Po śmierci Sá Carneiro 9 grudnia 1980 roku, koalicja nie potrafiła znaleźć przywódcy o charyzmie swojego poprzednika. Nowy lider Partii Socjaldemokratycznej, Francisco Pinto Balsemão został premierem, ale nie był w stanie skonsolidować poparcia, jakim cieszył się Sá Carneiro. Po porażce w wyborach samorządowych w 1982 roku, AD został rozwiązany w 1983 roku.
W 1998 roku Marcelo Rebelo de Sousa próbował utworzyć nowy Sojusz Demokratyczny. Miał on łączyć Partię Ludową (dawne Demokratyczne Centrum Socjalne), przewodzoną przez Paulo Portasa, z Partią Socjaldemokratyczną. Koalicja pod nazwą Força Portugal wzięła udział w wyborach do Parlamentu Europejskiego w 2004 roku, po których została rozwiązana.
Sojusz został ponownie zawiązany w 2024, przed przyspieszonymi wyborami parlamentarnymi w Portugalii, zarządzonymi w wyniku dymisji premiera Antónia Costy z Partii Socjalistycznej z powodu afery korupcyjnej.